# Rhapsodie royale
Pour plus de détails, voir Fiche technique et Distribution.
Rhapsodie royale (King's Rhapsody) est un film musical britannique réalisé par Herbert Wilcox, sorti en 1955.

## Fiche technique
- Titre : Rhapsodie royale
- Titre original : King's Rhapsody
- Réalisation : Herbert Wilcox
- Scénario : Pamela Bower, Christopher Hassall et A.P. Herbert d'après la pièce d'Ivor Novello
- Production : Herbert Wilcox
- Musique : Ivor Novello
- Photographie : Max Greene
- Pays d'origine : Royaume-Uni
- Format : Couleurs - 2,35:1 - Mono
- Genre : Drame, musical
- Durée : 93 minutes
- Date de sortie : 26 octobre 1955 (Royaume-Uni)

## Distribution
- Anna Neagle  (VF : Sylvie Deniau) : Marta Karillos
- Errol Flynn  (VF : Jacques Erwin) : Richard, Roi de Laurentie
- Patrice Wymore  (VF : Martine Sarcey) : Princesse Cristiane
- Martita Hunt  (VF : Germaine Kerjean) : Reine mère
- Finlay Currie  (VF : Jacques Berlioz) : Roi Paul
- Francis De Wolff  (VF : Robert Dalban) : Premier ministre
- Joan Benham  (VF : Jacqueline Ferrière) : la princesse Astrid
- Miles Malleson  (VF : Abel Jacquin) : Jules
- Reginald Tate (VF : Gerard Ferat) : le roi Peter